# توماس جيمس تشيرشل
توماس جيمس تشيرشل هو ضابط وسياسي أمريكي، ولد في 10 مارس 1824 في لويفيل في الولايات المتحدة، وتوفي في 14 مايو 1905 في ليتل روك في الولايات المتحدة. نشط حزبياً في الحزب الديمقراطي.

## مناصب
- انتخب مدير مكتب البريد ليتل روك (11 سبتمبر 1857 – 27 مارس 1861).
- انتخب قائد وحدة 1st Arkansas Mounted Rifles [الإنجليزية]‏ (1861 – 1862).
- انتخب Treasurer of Arkansas [الإنجليزية]‏ (12 نوفمبر 1874 – 12 يناير 1881).
- انتخب حاكم أركنساس [الإنجليزية]‏ (11 يناير 1881 – 13 يناير 1883).